# 여자고등학생 (만화 시리즈)
여자고등학생(女子かう生, Joshi Kausei)은 와카이 켄의 일본 코미디 만화 시리즈이다. 2013년부터 후타바샤의 디지털 출판물 웹 코믹 액션을 통해 연재되었으며 단행본 9권으로 수집되었다. 대사가 없는 '조용한' 만화이다. 이 만화는 크런치롤을 통해 북미 지역에서 디지털 방식으로 출판되었다. 애니메이션 스튜디오 세븐이 각색한 애니메이션 TV 시리즈는 2019년 4월 6일부터 6월 22일까지 방영되었다.